# داچیا سوپر نوا
داچیا سوپر نوا (Dacia SupeRNova) خودرویی است که در سال‌های ۲۰۰۰—۲۰۰۳در رومانی تولید شده‌است.
این خودرو در کلاس خودرو کامپکت کوچک قرار گرفته و طراحی آن خودروهای موتور جلو-محور جلو بوده است. سیستم جعبه‌دندهٔ آن ۵ دنده به صورت دستی است.